# 대한민국 민법 제897조
대한민국 민법 제897조는 준용규정에 대한 민법 친족법 조문이다.

## 조문
제897조(준용규정) 입양의 무효 또는 취소에 따른 손해배상책임에 관하여는 제806조를 준용하고, 사기 또는 강박으로 인한 입양 취소 청구권의 소멸에 관하여는 제823조를 준용하며, 입양 취소의 효력에 관하여는 제824조를 준용한다.

## 같이 보기
- 입양
- 준용
- 대한민국 민법 제823조
- 대한민국 민법 제824조